# Anchíalos (Thessalonique)
Anchíalos (grec moderne : Αγχίαλος) est une localité située dans le dème de Chalkidóna, dans le district régional de Thessalonique, dans la periphérie de Macédoine-Centrale, en Grèce.
Selon le recensement de 2011, elle compte 738 habitants.